# Taipei Open 2024
Il Taipei Open 2024 è stato un torneo maschile di tennis professionistico. È stata la 1ª edizione del torneo, facente parte della categoria Challenger 125 nell'ambito dell'ATP Challenger Tour 2024, con un montepremi di 164 000 $. Si è giocato dal 21 al 27 ottobre 2024 sui campi in cemento indoor del Centro sportivo dell'Università Nazionale di Taiwan di Taipei, in Taiwan.

## Partecipanti

### Teste di serie
| Nazionalità   | Giocatore          | Ranking* | Testa di serie |
| ------------- | ------------------ | -------- | -------------- |
| Australia     | Aleksandar Vukic   | 85       | 1              |
| Giappone      | Tarō Daniel        | 89       | 2              |
| Australia     | Adam Walton        | 102      | 3              |
| Taipei cinese | Tseng Chun-hsin    | 125      | 4              |
| Hong Kong     | Coleman Wong       | 133      | 5              |
| Stati Uniti   | Mackenzie McDonald | 137      | 6              |
| Giappone      | Yasutaka Uchiyama  | 140      | 7              |
| Taipei cinese | Wu Tung-lin        | 228      | 8              |

* Ranking al 14 ottobre 2024.

### Altri partecipanti
I seguenti giocatori hanno ricevuto una wild card per il tabellone principale:
- Chung Hyeon
- Ray Ho
- Huang Tsung-hao

Il seguente giocatore è entrato in tabellone con il ranking protetto:
- Julian Ocleppo

I seguenti giocatori sono passati dalle qualificazioni:
- Kaito Uesugi
- Yusuke Takahashi
- Thanapet Chanta
- Shin San-hui
- Lee Kuan-yi
- Mitsuki Wei Kang Leong

## Punti e montepremi
| Torneo    | Torneo              | V      | F      | SF    | QF    | 2T    | 1T    | Q | Q2  | Q1  |
| Singolare | Punti               | 125    | 64     | 35    | 16    | 8     | 0     | 5 | 3   | 0   |
| Singolare | Premi in denaro ($) | 21 650 | 12 770 | 7 560 | 4 400 | 2 590 | 1 565 | – | 785 | 395 |
| Doppio    | Punti               | 125    | 64     | 35    | 16    | –     | 0     | – | –   | –   |
| Doppio    | Premi in denaro ($) | 9 350  | 5 440  | 3 250 | 1 930 | –     | 1,080 | – | –   | –   |

## Campioni

### Singolare
Tarō Daniel ha sconfitto in finale  Adam Walton con il punteggio di 6–4, 7–5.

### Doppio
David Stevenson /  Marcus Willis hanno sconfitto in finale  Nam Ji-sung /  Joshua Paris con il punteggio di 6–3, 6–3.